# ラヴィル・マルティノフ
ラヴィル・エンヴェロヴィチ・マルティノフ（ロシア語:Рави́ль Энве́рович Марты́нов, ラテン文字転写例:Ravil Enverovich Martinov, 1946年6月16日 - 2004年11月9日）は、ソビエト連邦出身の指揮者。

## 経歴
1946年レニングラード生まれ。グリンカ合唱学校でヴラディミール・ヴァシリエフに指揮法、リディア・ワッセルマンにピアノを学んだ。1965年に卒業後はレニングラード音楽院及びモスクワ音楽院で、キリル・コンドラシン、イリヤ・ムーシン、レオ・ギンズブルクの各氏に指揮法を師事した。
1982年から1984年までエフゲニー・ムラヴィンスキーのアシスタントを務め、1986年から亡くなるまでレニングラード国立交響楽団の首席指揮者の任に当たった。1992年からロストフ交響楽団の首席指揮者も兼任し、1993年にロストフ・アカデミー交響楽団に改称後も亡くなるまでその任を全うした。また母校のサンクトペテルブルク音楽院でも指揮科の教授として後進の指導に当たった。2004年サンクトペテルブルクにて没。

## 受賞
- 2000年:ロシア人民芸術家の称号を贈られている。

## 家族・親族
息子：チムールはマリンスキー劇場のトランペット奏者。